# محمود افشار (نماینده مجلس شورای ملی)
محمود افشار از سیاستمداران ایرانی بود، که در دوره هجدهم مجلس شورای ملی به عنوان نماینده مراغه  در مجلس شورای ملی حضور داشت.